# セントラルフェリー
セントラルフェリー株式会社（英：Central Ferry Co.,Ltd）は、かつて日本に存在した海運会社。三洋電機創業者の井植歳男が没前に設立したことで知られている。
関東と関西を結ぶカーフェリー航路を運営する会社として誕生したが、高速道路等との競合から運航初年度の1971年より利用者数が伸び悩み、造船費の高騰対策として一気に5隻も建造するという高コスト体質のつけも影響し、1972年2月には2隻運航体制にして減便、そして同年11月には運航休止して後に会社は解散となった。

## 歴史
- 1969年6月 - 京浜阪神フェリー株式会社設立
- 1970年頃 - セントラルフェリー株式会社に社名変更
- 1971年4月14日 - 川崎 - 神戸航路の運航を開始、「第一セントラル」就航
- 1971年6月 - 「第二セントラル」就航、6月1日より川崎～神戸航路を毎日運航に変更
- 1971年7月 - 「第三セントラル」就航、7月29日より川崎 - 大阪航路の運航を開始
- 1971年9月 - 「第五セントラル」就航
- 1971年10月 - 川崎～大阪航路を毎日運航に変更
- 1971年11月 - 「第六セントラル」就航
- 1972年2月16日 - 川崎 - 神戸・大阪両航路を隔日運航に減便、「第二セントラル」「第三セントラル」「第五セントラル」係船[2]
- 1972年11月 - 運航休止（後に廃止）、「第一セントラル」「第六セントラル」係船

## 航路
- 川崎港 - 大阪南港
- 川崎港 - 東神戸港（東神戸フェリーセンター）

川崎港は日本カーフェリーのターミナルを共用しており、東京港への移転も予定されていたが最終的に休止まで川崎港を利用。
東神戸港は深江バースへの移転が予定されていたが、最終的に運航休止まで東神戸フェリーセンターを利用していた。
関東と関西を結ぶカーフェリーは他に日本沿海フェリーが東京-神戸航路の開設を予定していた。

## 所有していた船舶
- 第一セントラル

総トン数5,744t、三菱重工業下関造船所建造、係船後、アルジェリアに売却
- 第二セントラル

総トン数5,788t、住友重機械工業浦賀造船所建造、係船後、ギリシャに売却
- 第三セントラル

総トン数5,647t、金指造船所建造、係船後、アルジェリアに売却
- 第五セントラル

総トン数5,789t、住友重機械工業浦賀造船所建造、係船後、ギリシャに売却
- 第六セントラル

総トン数6,153t、三菱重工業下関造船所建造、係船後、有村産業に売却され「えめらるど」に改称